# Neuroonkologija
Neuroonkologija je specijalizacija u medicini koja spaja neurologiju i onkologiju.
Neuroonkologija se prvenstveno bavi dijagnostikom, terapijom istraživanjem tumorskih bolesti živčanog sustava, što uključuje sljedeće vrste tumora:
- primarni tumori središnjega živčanog sustava (tumori mozga i kralježnične moždine)
- sekundarni tumori središnjega živčanog sustava (metastaze u mozgu i metastaze u kralježničnoj moždini)
- maligni limfomi središnjega živčanog sustava
- Tumori perifernoga živčanog sustava

Već ovaj popis pokazuje da je riječ o širokom području koje je teško definirati. Dok liječenje limfoma središnjeg živčanog sustava također slijedi smjernice hematološkog liječenja, te se metastaze u mozgu ne liječe odvojeno od osnovne terapije primarnog tumora, tumori perifernih živaca su benigni, kao i neurinomi, te kao i drugi tumori mekog tkiva često potpadaju u područje ortopedije.

## Opće informacije

### Primarni tumori središnjeg živčanog sustava
Primarni tumori mozga mogu se pojaviti u bilo kojoj dobi, od djetinjstva do kasne dobi. Čimbenici kao što su dob, lokacija tumora i klinička slika korisni su u diferencijalnoj dijagnozi. Većina vrsta primarnih tumora mozga češća je u muškaraca, s izuzetkom meningeoma koji su češći u žena.

### Metastatski tumori središnjeg živčanog sustava
Izravna invazija ili kompresija kontinuiranih tkiva povezana je s blizinom živčanog sustava drugim strukturama.

#### Intrakranijalne metastaze
Postoje tri vrste intrakranijalnih metastaza: metastaze u mozgu, duralne metastaze i meningealno-leptomeningealne metastaze. Metastaze u mozgu mogu biti pojedinačne ili višestruke i zahvatiti bilo koji dio mozga. Metastaze duralnih struktura općenito nastaju hematogenim širenjem ili izravnom invazijom iz susjedne kosti. Duralne metastaze mogu zahvatiti ispod mozga i uzrokovati žarišni edem i povezane neurološke simptome. Zbog svoga kortikalnog položaja, ti procesi imaju tendenciju uzrokovati napadaje rano u tijeku. Leptomeningealne metastaze su rijedak, ali dobro poznat klinički fenomen u bolesnika s rakom. Leptomeningealne metastaze najčešće su posljedica primarnih tumora dojke, pluća ili melanoma.

#### Kranijalne metastaze
Metastaze u lubanji dijele se u dvije kategorije: Kalvarija i Lubanja. 

## Primarni tumori središnjeg živčanog sustava
Prva podjela tumora središnjeg živčanog sustava (CNS) javlja se između primarnih (koji potječu izravno iz CNS-a) i metastatskih (koji potječu iz drugog organa) tumora. Potonji imaju učestalost otprilike deset puta veću od prvih. Tumori mozga su neoplazme koje se razvijaju u mozgu. Tumori poput meningeoma, koji zbog svoje mase komprimira, ali ne prodire u mozak, te tumora hipofize i epifize, koji se nalaze na moždanom deblu, često se netočno nazivaju tumorima mozga. Izraz intrakranijalni tumori to preciznije sažima.
Primarni tumori CNS-a sastoje se od niza patoloških entiteta, od kojih svaki ima svoju prirodnu povijest. Zbog činjenice da samih glijalnih tumora ima gotovo 40 postotaka ovih tumora, najprije se može napraviti razlika između glijalnih tumora (glioma) i neglijalnih tumora. Najčešći gliomi su astrocitomi (nastaju iz glijalnih astrocitnih stanica), oligodendrogliomi (nastaju iz oligodendroglijalnih stanica) i ependimomi (nastaju iz ependimalnih stanica).

### Epidemiologija
Maligni primarni tumori središnjeg živčanog sustava relativno su rijetki i čine oko 2 posto svih malignih neoplazmi. Tumorne bolesti središnjeg živčanog sustava pojavljuju se u 95% slučajeva u mozgu i 5% slučajeva na moždanim ovojnicama, kranijalnim živcima i leđnoj moždini. Mogu se javiti u bilo kojoj dobi, a rizik od razvoja bolesti raste s godinama. U odraslih se gliomi mogu histološki pronaći koji potječu iz potpornog tkiva živčanih stanica, od kojih oko 75 posto glioblastoma (Astrocitomi IV). stupnja s nepovoljnom prognozom. Embrionalni tumori prevladavaju u dojenčadi i male djece. U prosjeku, stope preživljavanja su 21 posto za muškarce i 24 posto za žene. Statistika također rijetko uključuje histološki benigne tumore CNS-a, koji se javljaju u oko 6000 novih slučajeva po godina laž. Oko 65 Postotak dolazi iz moždanih ovojnica. Žene su mnogo češće pogođene. Ako se ne liječi kirurškim zahvatom ili terapijom zračenjem, čak i benigni tumori mogu biti fatalni zbog progresivnog rasta u zatvorenom kranijalnom prostoru. Najčešći zloćudni intrakranijski tumor CNS-a je glioblastom, a najčešći benigni je meningiom.

### Etiologija
Genetska predispozicija za neoplazme središnjeg živčanog sustava relativno je rijetka, iako se neki gliomi mogu pojaviti kao komplikacija višestrukih obiteljskih poremećaja.
Mutacija nekih tumor supresorskih gena karakterizira nekoliko nasljednih sindroma koji pokazuju povećanu sklonost razvoju tumora mozga. Sljedeće mutacije i njihovi sindromi povezani su s većim rizikom od razvoja tumora mozga: Mutacija gena NF1 s tipom 1 neurofibromatoze, APC mutacija s Turcotovim sindromom, PTCH mutacija s Gorlinovim sindromom i TP53 ili CHEK2 -Mutacija s Li-Fraumeni sindromom.
Okolinske čimbenike povezane s primarnim tumorima mozga teško je identificirati. U nekim je studijama izloženost vinil kloridu povezana s povećanom učestalošću glioma visokog stupnja. Jedini rijedak, ali dobro identificiran uzrok primarnog tumora mozga je ionizirajuće zračenje. Konkretno, terapija zračenjem u djece s tinea capitis i bolesnika s akutnom limfoblastičnom leukemijom, kraniofaringiomom ili ne-Hodgkinovim limfomom povezana je s povećanim rizikom od glioma. Bolesnici s AIDS-om imaju povećan rizik od primarnog cerebralnog limfoma.

### Klinika

#### Znaci i simptomi
Simptomi cerebralne neoplazije karakterizirani su pomakom ili Destrukcija okolnog tkiva i infiltracija istih uzroka.
Najčešći simptom, koji navodi 35 posto pacijenata, je glavobolja . Često je karakteristična pojava jakih glavobolja kod pacijenata koji inače rijetko pate od njih, osobito ako su napadaji glavobolje ili migrene jači ujutro i praćeni su mučninom, povraćanjem i neurološkim ispadima. Kod pacijenata koji češće pate od glavobolje, promjena oblika, povećanje učestalosti ili intenziteta napadaja može biti simptom razvoja tumora na mozgu . Napadaji se javljaju u otprilike jedne trećine pacijenata s gliomom, osobito s tumorima niskog stupnja ili CNS-a. Žarišni neurološki deficiti povezani su s mjestom tumora. Promjene mentalnog statusa također se javljaju kod 15 do 20 posto pacijenata s gliomom.

#### Slikovna dijagnostika
Kompjuterizirana tomografija (CT) i magnetska rezonancija (MRI) mogu učinkovito otkriti neoplaziju u mozgu. MRI je osjetljiviji od CT-a za prepoznavanje lezija, ali ima kontraindikacije za pacijente sa srčanim stimulatorima, nekompatibilnim protezama, metalnim kopčama i drugima. CT ostaje metoda izbora za otkrivanje kalcifikacija unutar lezija ili koštanih erozija lubanje ili baze . Korištenje kontrastnih sredstava, koja su jodirana u slučaju CT-a i paramagnetska (gadolinij ) u slučaju MRI-a, omogućuje dobivanje informacija o vaskularizaciji i cjelovitosti krvno-moždane barijere, bolju definiciju tumorskog tumora u usporedbi s na okolni edem i stvaranje hipoteza o stupnju malignosti. Radiološka pretraga također omogućuje procjenu mehaničkih učinaka i posljedičnih promjena u moždanim strukturama koje su posljedica tumora, poput hidrocefalusa i kila, čije posljedice mogu biti fatalne. Konačno, u pripremi za operaciju, ova se dijagnostika može koristiti za određivanje mjesta lezije ili infiltracije tumora u vitalna područja mozga. U tu svrhu MRI je učinkovitiji od CT-a jer može dati trodimenzionalne slike.
Dijagnostički radiološki alati za snimanje ističu promjenu u neoplastičnom tkivu u usporedbi s normalnim moždanim parenhimom (kroz promjene u elektronski snimljenoj gustoći tkiva na CT-u i intenzitetu signala na MRI-u). Kao i većina patoloških tkiva, tumori su također prepoznatljivi po povećanom nakupljanju unutarstanične vode. U kompjutorskom tomogramu izgledaju hipodenzno, tj. manje gustoće od moždanog parenhima, u tomogramu nuklearne magnetske rezonancije sa spin-rešetkastom relaksacijom {\displaystyle T_{1}}hipointenzivno i u spin-spin relaksaciji {\displaystyle T_{2}} kao i protonsko ponderiranje (PD) hiperintenzivno.
Zdravo područje mozga ne bi trebalo pokazivati nikakvu posebnu svjetlost na radiološkoj slici. Stoga se podrazumijeva da se pozornost posvećuje većim područjima kontrastnih signala.
U tumorskom tkivu, općenito, veći udio pojačanja kontrasta je zbog posebne krvno-tumorske barijere koja omogućuje prolaz joda (CT) i gadolinija (MRI) u intratumorski ekstravaskularni intersticijski prostor. To povećava signal (gustoću ili intenzitet) tumora. Međutim, potrebno je paziti da pojačanje kontrasta ne diferencira neoplaziju od edema oko rane. Zapravo, anatomsko-patološki nalaz u tumorskom tkivu malignog infiltrirajućeg glioma, kao što je glioblastom i anaplastični astrocitom, također pokazuje izvan vazogenog edema uzrokovanog razaranjem krvno-moždane barijere od strane tumora. Potonje kliničko stanje slabo je detektirano slikovnom dijagnostikom.
Kompjuterizirana tomografija mozga obično pokazuje tkivnu masu koja se može pojačati bilo kojim kontrastom. Na CT-u, gliomi niskog stupnja obično izgledaju izodensno u odnosu na normalni parenhim i stoga možda neće pokazati pojačanje kontrasta. Slično, lezije u stražnjoj lubanjskoj jami teško je identificirati na CT-u. Posljedično, sami rezultati takve tomografije nisu uvijek dovoljni u dijagnostičke svrhe. U sumnjivim slučajevima neophodna je uporaba osjetljivije magnetske rezonancije.
Na {\displaystyle T_{1}}-MRI pokazuje intrakranijalni tumor kao masivnu leziju koja može postati više svjetlucava nakon uporabe kontrastnog sredstva. Međutim, uvijek postoji anomalija signala {\displaystyle T_{2}}-Magnetna rezonanca, koja ukazuje na prisutnost neoplazije ili vazogenog edema. Obično je povećana luminiscencija (pojačanje kontrasta) indikacija tumora višeg stupnja malignosti. Za glioblastom je karakterističan kontrastni prsten, pri čemu svijetleći dio odgovara vitalnom dijelu malignog tumora, a tamniji {\displaystyle T_{1}}-hypointense područje koje odgovara nekrozi tkiva.

#### Uprizorenje
Većina primarnih intrakranijalnih tumora ostaje lokalizirana u lubanji, tako da sustavni postupci utvrđivanja stadija nisu potrebni. 
Nasuprot tome, primarni neuroektodermalni tumori, meduloblastomi, tumori zametnih stanica CNS-a i primarni limfomi CNS-a često se šire preko subarahnoidalnog prostora do leptomeninga. Spinalna magnetska rezonancija ili lumbalna punkcija također su obavezne za sve pacijente s takvim dijagnozama.

### Vrste tumora

#### Gliomi
Primarni tumori središnjeg živčanog sustava (CNS) uključuju različita patološka tkiva, od kojih svako ima svoju prirodnu povijest. Zbog činjenice da sami gliomi čine gotovo 40 posto svih tumora SŽS-a, u literaturi je uobičajeno razlikovati glijalne i neglijalne tumore.

##### Astrocitomi
Tijekom vremena u literaturi su predloženi različiti sustavi kategorija za ocjenjivanje malignosti astrocitoma. Od 1993. godine sustav ocjenjivanja s četiri razine koji je predložila Svjetska zdravstvena organizacija (WHO) bio je najčešće korišten i primjenjivan. Temelji se na četiri histološka svojstva: povećana stanična gustoća], mitoza, stanična proliferacija|endotelna proliferacija]] i nekroza. Nakon toga, astrocitomi stupnja I, poput pilocitnog astrocitoma, tipično su benigne histologije. Astrocitomi II stupnja (difuzni) pokazuju povećanu gustoću stanica kao jedino histološko obilježje i neoplazme su nižeg stupnja infiltracije. Astrocitomi III pokazuju značajnu mitozu. stupnja (anaplastični). A endotelna proliferacija ili nekroza mogu se vidjeti u astrocitomima IV stupnja, takozvanim glioblastomimas.

###### Astrocitomi niskog stupnja
Pilocitni astrocitomi (uključujući pilomiksoidni astrocitom), subependimalni astrocitomi divovskih stanica i pleomorfni ksantastrocitomi su među ograničenim tumorima. To su nešto rjeđe novotvorine benigne histologije koje se često mogu izliječiti samo kirurškim putem. Ako je ekscizija nepotpuna, preostalo tumorsko tkivo može se uspješno liječiti terapijom zračenjem. U rijetkim slučajevima kada lokalno liječenje ne djeluje, može biti uspješna sistemska kemoterapija koju je potrebno individualno prilagoditi. Djeca reagiraju na kombinaciju karboplatina i vinkristina.
Difuzni astrocitomi II pojavljuju se na kompjutoriziranoj tomografiji. Stupnjevi od manje intenzivnih lezija. U preferiranoj magnetskoj rezonanciji, kontrastna sredstva možda neće moći istaknuti ove neoplazme, njihovo svjetljenje može biti tanje i slabije. Intenzivniji može ukazivati na tkiva povećane anaplazije. Kad god je to moguće, predlaže se biopsija za uzimanje uzoraka iz anaplastičnog dijela tumora.
U većini slučajeva, pacijenti s difuznim astrocitomima imaju 20 do 40 godina. Za njih je tipična pojava epileptičkih napadaja. Uvjeti za povoljnu prognozu su mlada životna dob, veličina tumora ispod 50 milimetara i što opsežnija kirurška resekcija tumora. Kasni recidivi su relativno česti i zahtijevaju praćenje bolesnika 15 godina nakon uklanjanja tumora.
Unatoč njihovom relativno sporom tijeku, većina astrocitoma napreduje do lezija karakteriziranih opsežnom anaplazijom koje su obično refraktorne na operaciju i terapiju zračenjem. Međutim, terapija bolesnika s difuznim astrocitomima niskog stupnja ne pokazuje jednoglasan konsenzus u literaturi. O ulozi potpune resekcije raspravlja se u stručnom kontekstu. Rezultati nekih studija pokazuju da maksimalno uklanjanje tumora daje najbolje rezultate. Zapravo, mali i jednostrani tumori mogu se potpuno ukloniti ako nisu zahvaćene kritične strukture mozga. Pragmatičan pristup koji je općenito prihvatljiv za općenitost slučajeva je uklanjanje neoplazije što je više moguće kako bi se izbjegli značajni neurološki deficiti.
Studije su pokazale da je terapija zračenjem dana odmah nakon postavljanja dijagnoze produljila vrijeme u kojem je pacijent bez bolesti prije recidiva tumora u usporedbi sa situacijom u kojoj je tijek terapije zračenjem odgođen do vremena progresije. Međutim, trenutno ne postoji konsenzus da terapija zračenjem ubrzo nakon dijagnoze poboljšava 'ukupno preživljenje' pacijenta.
U bolesnika s blažim ili bez simptoma, ili s napadajima koji se mogu kontrolirati lijekovima protiv napadaja, moguće je odgoditi radioterapiju dok rast tumora ne dosegne kritičnu fazu. Često postoji želja da se smanji rizik od neuroloških oštećenja uzrokovanih samom terapijom zračenjem. 
Dva prospektivna randomizirana klinička ispitivanja nisu pokazala veću korist od radioterapije visokim dozama nego od radioterapije niskim dozama. Obično je ukupna doza između 45 i 54 Graya s frakcioniranjem od 1,8 do 2 Graya.
Učinak adjuvantne kemoterapije u bolesnika s astrocitomima niskog stupnja još se istražuje. Preliminarni rezultati kliničkog ispitivanja koje je uspoređivalo samo radioterapiju s radioterapijom praćenom kemoterapijom koja sadrži prokarbazin, lomustin i vinkristin (PCV) pokazali su dulje razdoblje "preživljenja bez bolesti" s kombinacijom, ali ne i produljeno "ukupno preživljenje". Zbog toksičnosti povezane s PCV protokolom, primjena temozolomida preporučuje se kao početna terapija i nakon oporavka.

###### Anaplastični astrocitomi
Anaplastični astrocitom je maligni tumor mozga karakteriziran difuznim rastom, povećanom gustoćom stanica i brojkama nuklearne diobe. Nastaje iz specifične stanične populacije središnjeg živčanog sustava, astrocita. Prema WHO klasifikaciji tumora središnjeg živčanog sustava, tumor odgovara tumoru III stupnja. 
Tipično, bolesnici s anaplastičnim astrocitomom imaju epileptičke napadaje, žarišne neurološke poremećaje, glavobolje i promjene osobnosti. Prosječna dob pacijenata je 45 godina. Magnetska rezonancija općenito pokazuje masivnu leziju s pojačanim kontrastnim signalom, koji može biti i slabiji. Dijagnoza se postavlja histološkim pregledom lezije biopsijom ili kirurškom resekcijom. 
Lošija prognoza može biti povezana s poodmaklom dobi, lošim fizičkim stanjem i značajnim neurološkim oštećenjima. Općenito, terapijski je ishod bolji s potpunom kirurškom resekcijom (standardno liječenje) bez povećanja neuroloških deficita. Terapija zračenjem je standardna jer se pokazalo da produljuje vrijeme preživljavanja. Uloga kemoterapije je kontroverzna.

###### Glioblastom
Najčešći i zloćudni tumori glija stanica su glioblastomi. Sastoje se od heterogene mase slabo diferenciranih stanica astrocitoma uglavnom kod odraslih. Obično se javljaju u hemisferama velikog mozga, rjeđe u moždanom deblu ili leđnoj moždini. Osim u vrlo rijetkim slučajevima, kao i svi tumori mozga, ne šire se izvan struktura središnjeg živčanog sustava. Glioblastom se može razviti iz difuznog (II stupanj) ili anaplastičnog (III stupanj) astrocitoma. 
U potonjem slučaju, naziva se sekundarnim. Međutim, kada se pojavi bez prethodnika ili dokaza o prethodnom malignomu, naziva se primarnim. Glioblastomi se liječe kirurškim zahvatom, zračenjem i kemoterapijom. Teško ih je izliječiti i malo je slučajeva koji prežive dulje od tri godine.

##### Oligodendrogliomi
Oligodendroglioma je neobičan tumor mozga glija stanica koji nastaje iz oligodendrocita. Javlja se uglavnom u odraslih između 40 i 45 godina, ponajprije u moždanoj kori i bijeloj tvari moždanih hemisfera.
Oligodendrogliomi su relativno rijetki, čine manje od oko 5 posto svih primarnih tumora mozga i ne više od oko 10 do 15 posto svih glioma. Ti se tumori dijele na lezije niskog stupnja i anaplastične. Anaplastični oligodendrogliom karakteriziran je povećanom gustoćom stanica, mitozom, proliferacijom endotela i jezgrinim polimorfizmom te nekrozom.

###### Oligodendrogliomi i oligoastrocitomi niskog stupnja
Medijan preživljenja bolesnika s čistim oligodendrogliomom je oko 10 godina, s oligoastrocitomom oko 8 godina. Produljenje u usporedbi s čistim astrocitomima nastaje zbog delecije ili translokacije para 1p/19q u tumoru.
Prosječna dob bolesnika pri postavljanju dijagnoze je 35 godina. Tipični simptomi su epileptični napadaji, ali se također mogu javiti žarišni neurološki poremećaji, promjene osobnosti ili drugi simptomi intrakranijalnog tlaka, poput glavobolje i povraćanja. Ovi tumori obično nisu vidljivi na kompjutoriziranoj tomografiji, pa je MRI metoda izbora za slikovnu dijagnostiku. Na {\displaystyle T_{2}}-magnetskom rezonancijom, prepoznaju se kao pojačan intenzitet signala. Na {\displaystyle T_{1}}-Slike, s druge strane, mogu imati prigušen signal i samo povremeno vidjeti poboljšanje kontrasta. Možda nedostaje signal kalcifikacije.
Ti se tumori razvijaju sporije od astrocitoma niskog stupnja, au literaturi ne postoji konsenzus o optimalnom liječenju. Početno liječenje uključuje kontrolu simptoma lijekovima protiv napadaja, zračenjem, kemoterapijom ili kombinacijom potonja dva. Kirurgija, radioterapija i kemoterapija igraju važnu ulogu u recidivima. Resekcije mogu ublažiti simptome. Na temozolomid, 50 posto pacijenata koji su imali recidiv nakon terapije zračenjem imalo je pozitivnu reakciju.

###### Anaplastični oligodendroglioma i oligoastrocitomi
Anaplastični oligodendrogliomi pokazuju tipične simptome koji su posljedica masovnog učinka i epileptičkih napadaja. Unatoč njihovoj kemosenzitivnosti, medijan preživljenja je samo 3 do 5 godina. Liječenje uključuje najveću moguću eksciziju, nakon čega slijedi terapija zračenjem. Što se tiče kemoterapije, treba napomenuti da su dva nedavna klinička ispitivanja faze III uspoređivala rezultate radioterapije s onima kombinirane radioterapije i kemoterapije prokarbazinom, lomustinom i vinkristinom. Iako je preživljenje bez relevantnih simptoma bilo dulje uz kombiniranu terapiju, ukupno preživljenje bilo je jednako za obje terapije. Bolesnici s delecijom 1p/19q postigli su najbolje rezultate terapije, bolesnici bez delecije 1p/19q uspjeli su poboljšati rezultate kemoterapijom PCV.
Prospektivne kliničke studije pokazale su da približno 50 do 70 posto bolesnika s rekurentnim anaplastičnim oligodendrogliomom nakon terapije zračenjem pozitivno reagira na kemoterapiju PCV-om ili temozolomidom. Iako superiorna učinkovitost temozolomida i PCV terapije nije utvrđena, nedostatak kumulativne mijelosupresije s temozolomidom sugerira njegovu upotrebu na početku liječenja relapsa.

##### Ependimomi
Ependimom je neoplazma koja se razvija iz ependimalnih stanica koje oblažu moždane komore, koroidni pleksus, filum terminale i središnji kanal leđne moždine. Ependimalne stanice također su prisutne u moždanom parenhimu kao rezultat embrionalne migracije iz periventrikularnih područja u cerebralni korteks.
Ovi zieMassiminotenen tumori mogu se pojaviti u bilo kojoj dobi, ali imaju dva karakteristična vrha, od 0 do 10 i od 40 do 50 godina. Intrakranijalnee ozljede, koje se obično javljaju u stražnjoj noj jami, češće su u prvoj dobnoj skupini, dok su kralježnicen ozljedee češće u drugoj životnoj dobi skupina.
EpendymomaMassimino lezije niskog stupnja (I i II stupanj na WHO ljestvici) i anaplastične lezije (III stupanj). I. stupnja su osobito subependimomi i miksopapilarni ependimomie, III. Anaplastični ependimom. Bolesnici s ependimomima niskog stupnja u kralježnici koji se mogu u potpunosti ukloniti ne podvrgavaju se naknadnoj terapiji zračenjem. Uloga postoperativne radioterapije kod intrakranijalnih ependimoma niskog stupnja je kontroverzna, ali je liječenje radioterapijom obično indicirano za anaplastične tumore ili tumore niskog stupnja koji se ne mogu potpuno resektirati.
Klinička ispitivanja su pokazala da ependimomi reagiraju na režime kemoterapije, osobito one koji se temelje na platini. Korist za kemoterapiju na bazi platine je 67 posto, u usporedbi s 25 posto za nitrosourean. Prognoza za ependimome stupnja II je 68 posto 6-godišnjeg preživljenja bez bolesti i 87 posto ukupnog preživljenja. Kod anaplastičnih ependimoma te brojke padaju na 29 posto, odnosno 37 posto.

#### Neglijalnih tumora

##### Meduloblastomi
Meduloblastom je najčešći maligni tumor mozga u djece. Najveća učestalost javlja se u djece u dobi od 2 do 7 godina. Najveći rizik od bolesti ostaje u djetinjstvu, jer je meduloblastom vrlo rijedak kod osoba starijih od 21 godine.
Ovaj tumor tipičan je za stražnju jamu, gdje je lokaliziran u obje hemisfere malog mozga ili u vermisu malog mozga. Budući da je invazivan i brzo raste, obično se širi na druge dijelove središnjeg živčanog sustava (SŽS) preko CSF-a i može infiltrirati dno obližnje četvrte klijetke i moždane ovojnice. Rijetko se mogu pojaviti dodatne metastaze u CNS-u. Kada se zloćudna bolest pojavi, simptomi su gubitak ravnoteže, nekoordinacija, diplopija, dizartrija, a zbog zahvaćenosti četvrte klijetke, što često rezultira opstruktivnim hidrocefalusom, glavobolja, mučnina i povraćanje te nestabilan hod. 
MRI obično pokazuje masivnu leziju koja pojačava kontrast koja zahvaća mali mozak. Kao što je gore spomenuto, meduloblastom ima veliku sklonost lokalnoj infiltraciji u leptomeninge kao i širenju kroz subarahnoidalni prostor, uključujući ventrikule, cerebralni konveksitet i leptomeningealne površine kralježnice. Posljedično, potrebno je cijelu kraniospinalnu osovinu dovesti u rezonanciju. 
Svrha kirurškog zahvata je ukloniti što je moguće više mase koju predstavlja lezija. Zapravo, postoperativni rezidualni tumori rezultiraju lošijom prognozom. Također, preteča nepovoljne prognoze je prisutnost tumorskih stanica u cerebrospinalnoj tekućini ili rezonantno otkrivanje leptomeningealnih metastaza. Sama operacija obično nije ljekovita. U nekim slučajevima, međutim, može doći do terapeutskog zračenja kraniospinalne osi, usmjerene na primarno mjesto tumora. Dodavanje kemoterapije nakon terapije zračenjem povećava stopu izlječenja. Uz vinkristin koriste se lijekovi na bazi platine (cisplatin ili karboplatin), etopozid i alkilirajuće sredstvo (ciklofosfamid ili lomustin). Uz odgovarajuće liječenje, dugoročno preživljenje od više od 3 godine u bolesnika s meduloblastomom kreće se od 60 do 80 posto.

##### Meningeomi
Meningeomi su najčešći intrakranijski ekstrinzični ili ekstraaksijalni tumori mozga koji nastaju iz stanica arahnoidne ovojnice, membrane koja oblaže mozak i leđnu moždinu. Učestalost ove neoplazije je oko 2 slučaja godišnje na 100.000 stanovnika. Češće su kod žena u šestom i sedmom desetljeću života. Njihova je učestalost veća u bolesnika s tipom 2 neurofibromatoze. Gubitak kromosoma 22 karakterističan je za meningeome, iako je prognostički značaj ovog nalaza nejasan. 
Pacijenti s meningeomom mogu imati simptome tipične za masivnu leziju lubanje, uključujući napadaje i žarišne neurološke nedostatke. Budući da meningeomi mogu biti i asimptomatski, ponekad se otkrivaju na kompjutoriziranoj tomografiji i magnetskoj rezonanciji iz drugih razloga. Ovaj rezonantni tumor ima karakterističan izgled, obično se sastoji od ravnomjernog pojačanja kontrasta duž dure s jasnim odvajanjem od moždanog parenhima. Druga značajka, iako nije prisutna u svim slučajevima, je takozvani "duralni rep", predstavljen ispupčenjem koje se proteže izvan lezije i ukazuje na točku učvršćivanja u duri. 
Mnogi slučajno otkriveni meningeomi ne zahtijevaju liječenje u vrijeme početne dijagnoze.[38] Ako se ustanovi da pacijent ima značajan masovni učinak, bez obzira na to jesu li simptomi prisutni ili ne, liječenje izbora obično je potpuna resekcija. U studiju Mayo Clinics koji je uspoređivao stope kontrole tumora nakon kirurške resekcije i radiokirurgije kod pacijenata s malim do umjerenim intrakranijalnim meningeomom i bez simptoma masovnog učinka, radiokirurgija je rezultirala boljom kontrolom (98 naspram 88 posto) i s manje komplikacija (10 naspram 22 posto) u usporedbi s kirurškim uklanjanjem.

##### Primarni limfomi CNS-a
Primarni limfomi središnjeg živčanog sustava čine oko 2 do 3 posto svih tumora mozga u bolesnika s normalnim imunološkim sustavom. Češće se javljaju kod muškaraca u dobi od 55 do 60 godina. Gotovo polovica svih limfoma pojavljuje se u bolesnika starijih od 60 godina, a oko četvrtina u bolesnika starijih od 70 godina. Čini se da učestalost raste s godinama, ali razlog je još uvijek nejasan. Bolesnici s oslabljenim imunološkim sustavom imaju veći rizik od razvoja limfoma središnjeg živčanog sustava, pa tako oni kojima je presađen organ imaju urođenu imunodeficijenciju ili autoimunu bolest ili su zaraženi virusom humane imunodeficijencije. Limfomi mozga povezani s HIV-om povezani su s Epstein-Barr virusom, osobito kod pacijenata s brojem limfocita CD4 ispod 500 stanica po kubnom milimetru u krvi. Većina limfoma CNS-a su difuzni veliki B-stanični limfomi.
Pacijenti pate od niza karakterističnih simptoma žarišne ili multifokalne masivne lezije. MRI obično pokazuje tumore s homogenim pojačanim kontrastom unutar duboke periventrikularne bijele tvari. Multifokalnost i nehomogeno pojačanje tipični su za bolesnike s oslabljenim imunološkim sustavom. Analiza limfoma CNS-a izuzetno je važna u diferencijalnoj dijagnozi neoplazije mozga. Treba napomenuti da primjena kortikosteroida može dovesti do potpunog nestanka poboljšanja, što komplicira dijagnozu lezija. Posljedično, ako se u diferencijalnoj dijagnozi treba uzeti u obzir limfom središnjeg živčanog sustava, kortikosteroide treba izbjegavati osim ako masovni učinak uzrokuje ozbiljan i neposredan problem kod bolesnika.
Biopsija lezije na koju se sumnja je ključna. Za razliku od sistemskog velikostaničnog limfoma B-stanica, u kojem su i kemoterapija i radioterapija učinkovite, a liječenje lokaliziranih lezija je kurativno, limfom središnjeg živčanog sustava tipično reagira na početnu terapiju, ali se zatim ponavlja. Kao i kod sistemskog limfoma, uloga operacije prvenstveno je ograničena na dobivanje odgovarajućih uzoraka tkiva za dijagnozu.
U prošlosti se terapija zračenjem davala cijelom mozgu (panencefalnom). Medijan preživljenja je oko 12 mjeseci, čak i s lokaliziranim lezijama. Recidiv obično zahvaća mjesto prethodne ozljede kao i druge regije. Odgovori na kemoterapiju obećavaju. Klinička ispitivanja u kojima su se kao prvo liječenje koristile same visoke doze metotreksata, a radioterapija je odgođena do trenutka relapsa ili progresije, pokazala su bolje ukupno preživljenje od same radioterapije. Još je učinkovitija bila kombinacija metotreksata, vinkristina, prokarbazina, intratekalnog metotreksata, citarabina i panencefalne radioterapije i citarabina, ili primjena intraarterijske kemoterapije s intraarterijskim metotreksatom, intravenski injiciranim ciklofosfamidom i etopozidom nakon modifikacije krvi. moždana barijera s manitolom. Medijan preživljenja u režimima liječenja metotreksatom iznosio je 24 do 40 mjeseci, mnogo više nego u samoj radioterapiji (raspon 24 do 40 mjeseci). U nekim slučajevima, terapija zračenjem koristi se samo za recidive kada postoji početna regresija s kemoterapijom. Zabilježeni su i slučajevi dugog preživljavanja bez radioterapije.
Panencefalna terapija zračenjem povezana je s visokim rizikom od razvoja demencije ili leukoencefalopatije. Ovaj bi se rizik mogao smanjiti razvojem učinkovitih strategija kontrole tumora kojima se izbjegava panencefalna radioterapija. Početna terapija za bolesnike s kompromitiranim imunološkim sustavom je smanjenje uzroka imunosupresije. Prognoza za te bolesnike obično je gora od one za bolesnike s normalnim imunološkim sustavom. Zbog popratnih tumorskih infekcija i općenito suboptimalnog fizičkog stanja, kemoterapija se često ne može provesti kod ovih imunosuprimiranih bolesnika. Kao i kod drugih tumora mozga, odgovor na liječenje ovisi o dobi i fizičkom stanju.

## Metastatski tumori središnjeg živčanog sustava

### Metastaze u mozgu
Metastaze u mozgu najčešće su intrakranijske neoplazme u odraslih, deset puta češće od primarnih tumora mozga. Javljaju se u 20 do 40 posto odraslih osoba s rakom i uglavnom su povezani s rakom pluća i dojke te melanomom. Ove lezije proizlaze iz širenja stanica raka kroz krvotok i najčešće se javljaju na spoju sive i bijele tvari, gdje se presjek krvnih žila mijenja, hvatajući emboliju tumorskih stanica. 80 posto lezija događa se u hemisferama velikog mozga, 15 posto u malom mozgu, a 5 posto u moždanom deblu. Približno 80 posto pacijenata ima povijest sistemskog raka, a 70 posto ima višestruke metastaze u mozgu.
Nedavno je postignut značajan napredak u dijagnostici i liječenju ovih lezija, što je rezultiralo boljim preživljavanjem i kontrolom simptoma. Pojava znakova i simptoma slična je onima kod drugih masivnih lezija u mozgu. Dijagnostička metoda izbora je magnetska rezonancija s kontrastnim sredstvom. Literatura pokazuje jednake rezultate za kirurgiju i radiokirurgiju. Potonji se čini prikladnijim, učinkovitijim i sigurnijim za male lezije ili u regijama nedostupnim operaciji. Radiokirurgija je razumna alternativa za pacijente koji se ne mogu operirati iz medicinskih razloga. Međutim, operacija je očito optimalna metoda za dobivanje tkiva za dijagnozu i uklanjanje lezija koje uzrokuju masovni učinak. Stoga bi radiokirurgiju i kirurgiju trebalo smatrati dvjema komplementarnim, ali različitim metodama koje se primjenjuju ovisno o različitoj situaciji pacijenta. Za gotovo 50 posto pacijenata s jednom ili dvije metastaze na mozgu, kirurško uklanjanje nije opcija zbog nedostupnosti lezija, opsega sistemske bolesti ili drugih čimbenika. Ovim i drugim pacijentima s višestrukim metastazama obično se nudi panencefalna terapija zračenjem kao standard skrbi. Zapravo, do gotovo 50 posto njih postiže poboljšanje neuroloških simptoma, a 50 do 70 posto primjetan odgovor ovom terapijom.
Kemoterapija se rijetko koristi prvenstveno za metastaze u mozgu. Za većinu pacijenata s metastazama u mozgu, medijan preživljenja je samo četiri do šest mjeseci nakon panencefalne terapije zračenjem. Međutim, bolesnici mlađi od 60 godina s diskretnim lezijama i kontroliranom sistemskom bolešću mogu postići dulje preživljenje jer mogu tolerirati agresivniji pristup liječenju.

### Meningealne metastaze
Metastaze mekih moždanih ovojnica (leptomeninges encephali) mogu se dijagnosticirati u oko 5 posto bolesnika s tumorom. Najčešće se javljaju kod melanoma, raka dojke i pluća kao posljedica širenja tumorskih stanica krvotokom. Maligne stanice se zatim šire po središnjem živčanom sustavu (SŽS), uglavnom preko liquor cerebrospinalis, kolokvijalno poznatog i kao moždana tekućina. 
Jedan ili više od sljedećih znakova i simptoma mogu biti uzrokovani metastazama u meningeu, između ostalog: 
- lokalno oštećenje živaca kao što je paraliza kranijalnih živaca,
- izravna invazija na tkivo mozga ili kralježnice,
- Poremećaj krvnih žila u mozgu i kralježnici s žarišnim neurološkim deficitima i/ili napadajima,
- Smetnje normalnog protoka cerebrospinalne tekućine s glavoboljom i povišenim intrakranijalnim tlakom,
- Poremećaji normalne funkcije mozga kao što su encefalopatija i/ili
- perivaskularna infiltracija tumorskim stanicama s posljedičnom ishemijom i simptomima apopleksije.

Dijagnoza se može postaviti pregledom cerebrospinalne tekućine ili magnetskom rezonancijom mozga i leđne moždine. Prisutnost malignih stanica može se otkriti u 50 posto bolesnika. Citološka pretraga ostaje negativna u najmanje 10 posto bolesnika s leptomeningealnim zahvaćanjem. Povećanje broja lumbalnih punkcija na šest i volumena uklonjene tekućine na 10 mililitara po punkciji može povećati mogućnost pozitivne dijagnoze. U cerebrospinalnoj tekućini, koncentracija proteina je obično visoka, koncentracija glukoze može biti niska u prisutnosti pleocitoze. Radiografska studija može pokazati hidrocefalus bez masivne lezije ili difuznog povećanja leptomeninga.
Bez terapije, medijan preživljenja je 4 do 6 tjedana, a smrt se pripisuje progresivnom neurološkom pogoršanju. Leptomeningealne metastaze često su manifestacija završnog stadija glavne bolesti, a simptomatska terapija može biti najprikladnije rješenje. Kortikosteroidi i analgetici pružaju privremeno olakšanje. Liječenje se može ponuditi pacijentima s minimalnom sistemskom bolešću i prihvatljivim općim fizičkim stanjem kako bi se ublažili simptomi i produžilo preživljenje.
Medijan preživljenja može se povećati s 3 na 6 mjeseci radioterapijom simptomatskih mjesta i voluminoznijih oboljelih područja identificiranih rendgenom, te intratekalnom terapijom metotreksatom, citarabinom i tiotepom koja se izvodi lumbalnom punkcijom ili Ommaya kateterom.
Glavna komplikacija intratekalne terapije temeljene na metotreksatu je nekrotizirajuća leukoencefalopatija, koja se može razviti nakon višemjesečne terapije u onih nekoliko pacijenata koji mogu uživati u produljenom preživljenju. Ovaj razorni toksični učinak osobito je čest kod pacijenata koji su prethodno ili istodobno primali radioterapiju s intratekalnom terapijom metotreksatom.

## Bol i terminalna njega
Palijativna skrb je poseban oblik skrbi namijenjen poboljšanju kvalitete života bolesnika koji boluju od teške ili po život opasne bolesti, poput raka. Cilj palijativne skrbi nije izliječiti, već spriječiti ili liječiti što je moguće ranije simptome i nuspojave bolesti i njezina liječenja, kao i psihološke, socijalne i duhovne probleme povezane s njom. Palijativna skrb je također poznata kao njega za udobnost, potporna njega i upravljanje simptomima.
Palijativna skrb pruža se tijekom cijelog pacijentovog iskustva s rakom. Obično počinje dijagnozom i nastavlja se kroz liječenje, naknadnu njegu i kraj života.

## Vanjske poveznice
- www.cochrane.org/pt/evidence – COCHRANE - Neuro-Oncology Group
- www.eano.eu – European Association of Neuro-Oncology
- https://www.eortc.org/research_field/brain/ – The European Organisation for Research and Treatment of Cancer (EORTC)

## Književnost
- Jan C. Buckner et al., Central Nervous System Tumors, Mayo Clinic Proceedings, Jg. 82, 2007, lado 1271-1286
- Lisa M. DeAngelis et al., Intracranial Tumors. Diagnosis and Treatment, Dunitz London, 2002, ISBN 1-901865-37-1
- D. N. Louis et al., WHO Classification of Tumours of the Central Nervous System, Genf, 2007, ISBN 978-92-832-2430-3
- Richard Pazdur et al., Cancer management. A multidisciplinary approach. Medical, surgical, & radiation oncology, UBM Medica, 2010, ISBN 978-0-615-41824-7
- Jerome B. Posner, Neurologic Complications of Cancer, Davis, Philadelphia, 1995, ISBN 0-8036-0006-2
- Rüdiger Schenk, Neuroonkologische Therapiekonzepte zur Behandlung von Astrozytomen höheren Malignitätsgrades und Rezidivlokalisation, Regensburg, 2019
- Uwe Schlegel et al., Neuroonkologie, 2. erw., Thieme, Stuttgart, 2003, ISBN 3-13-109062-6
- Jörg-Christian Tonn et al., Oncology of CNS Tumors, Springer, Berlin, 2010, ISBN 978-3-642-02873-1

|  | Molimo pročitajte upozorenje o korištenju medicinskih informacija. Ne provodite liječenje bez savjetovanja s liječnikom! |